# Distrito de Stann Creek
Stann Creek (del inglés: Stann Creek District) es un distrito de Belice ubicado en la región suroriental. Su capital es la ciudad de Dangriga.

## Toponimia
Su capital era conocida anteriormente como “Stann Creek”. Stann proviene de “stanns,” que eran unos refugios seguros usados por los colonialistas que venían del “viejo mundo” al “nuevo mundo”.

## Geografía
Las principales localidades del distrito son el puerto de Big Creek, la península y aldea de Placencia (popular centro de turismo), las aldeas de Alta Vista, Commerce Bight, Dancing Pool, Georgetown, Guana Church Bank, High Sand, Independence and Mango Creek, Kendal, Lagarto Bank, Maya Mopan, Middle Bank, Middlesex, Mullins River, New Home, Pomona, Quarry Hill, Rancho Grande, Red Bank, Regalía, Sarawina, Silver Creek Camp, Sittee, Garífuna y la aldea de Hopkins en el río Sittee.
El distrito de Stann Creek es la sede del santuario de la fauna de la cuenca de Cockscomb. Dentro de la reserva está el picacho Victoria, el punto más alto de Belice, con 1120 metros sobre el nivel del mar.

## Demografía
De acuerdo con los datos del censo de 2010, vivían en el distrito 34 323 habitantes, mientras que en el censo del año 2000, el distrito tenía una población de 25 228 habitantes, lo que representa un crecimiento intercensal del 36,1%.
Del total de la población del distrito, 9501 personas eran de origen hispanoamericano, representando el 30,1% de la población.